# Werner Holz

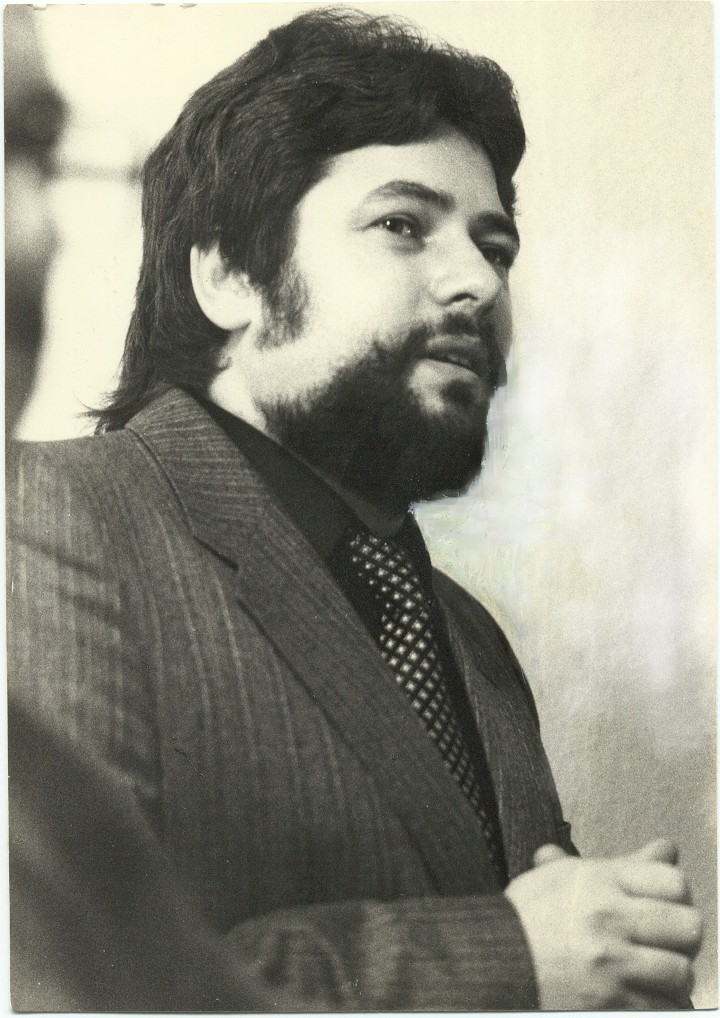
Werner Holz, 1988

Werner Holz (* 1. November 1948 in Grünstadt (Pfalz); † 8. August 1991 in Ludwigshafen am Rhein) war ein deutscher Maler und Grafiker. Sein Werk beinhaltet vor allem Ölgemälde, Rötelzeichnungen, Grafiken und mit Mischtechniken gefertigte Bilder.

## Leben
Werner Holz, Sohn von Paul und Berta Holz, geb. Mietzner, jüngerer Bruder des Physikers Manfred Holz, wuchs in Hettenleidelheim (Pfalz) auf. Sein Großvater Heinrich Holz war Porzellanmaler in der Steingutfabrik Jacobi, Adler & Co. im benachbarten Neuleiningen und kam auf diese Weise bereits als Kind mit der Malerei in Berührung. In der Zeit seiner Kindheit fanden weltweit die Atom- und Wasserstoffbombenversuche statt und so waren „Atompilze“ ein erstes, ständiges Motiv in den kindlichen Zeichnungen des Werner Holz. Die Gefahr einer Vernichtung der Menschheit durch den Menschen spielte offenbar schon früh in seiner Gedankenwelt eine wichtige Rolle und prägte später die Thematik vieler Werke des Malers. Nach einer abgeschlossenen Buchdruckerlehre in Grünstadt (Pfalz), Studien an der Fachhochschule für Grafik in Mainz, an der Grafischen Akademie München und als Assistent an der Freien Akademie der Künste in Mannheim war er als freischaffender Künstler in Frankenthal und Herxheim am Berg tätig. Wichtige Studienaufenthalte führten ihn nach Brügge, Gent und Venedig. Werner Holz war verheiratet, bekam drei Söhne, Lukas, Mathias und Tobias Holz. Seine Ehe wurde später geschieden. Lebenspartnerin in seinem letzten Lebensjahrzehnt war Irene Briamonte, der er auch die künstlerischen Rechte an seinem Werk vermachte.
Das ARD-Fernsehen SWF sendete 1980 den Film „Kunst im Dialog“ über den Maler bei seiner Arbeit in Venedig im Dialog mit dem Fotografen Rainer F. Stocke. Im Zusammenhang mit der Schallplattenproduktion „Die Klagelieder des Jeremia“ von Hans Oskar Koch entstand für das Fernsehen des SWF 1982 ein Film „Wenn Mauern fallen …“ und 1985 entstand der Film „Die Erben des Hieronymus Bosch“ (mit: Neukirch, Hagen, Otfried H. Culmann, Hermann Hoormann, Gernot Rumpf, von Gugel), alle drei 45-Minuten-Filme wurden von Eberhard Schulz produziert. 1989 sendete der damalige K3 Kulturkanal im Südwesten ein Filmporträt des Künstlers von Franz-Josef Bettag. Die letzten Filmaufnahmen von Werner Holz waren in einem Beitrag von Michael Burg im Kulturjournal von K3 1992 zu sehen, wo über die Ausstellung „Zwischenwelten, Vier Pfälzer Maler des Phantastischen (Hermann Hoormann, Wolfgang Blanke, F.J. Bettag, W. Holz)“ berichtet wurde. Werner Holz war befreundet mit dem bekannten Organisten Wilhelm Krumbach, der viele Ausstellungseröffnungen des Malers musikalisch umrahmte. Eine tiefe Freundschaft unter Künstlern verband ihn mit dem Schriftsteller Walter Hilsbecher, von dem er zwei Bücher illustrierte und der nach dem Tod des Malers die kleine Gedichtsammlung „Luftpost, in memoriam Werner Holz“ verfasste.
1976 wurde Holz mit dem „Grafikpreis der Stadt Frankenthal“ ausgezeichnet und 1978 erhielt er als erster den Otto-Ditscher-Kunstpreis des damaligen Kreises Ludwigshafen/Rhein (Rhein-Pfalz-Kreis).
Werner Holz starb mit 42 Jahren in einem Krankenhaus in Ludwigshafen am Rhein – gerade in einer erfolgreichen, künstlerischen Schaffensperiode – an einer Sepsis nach einem kleinen operativen Eingriff. Kurz vor seinem Tod hatte er sein letztes, größeres Gemälde „Paradiesgarten“ vollendet. Seine letzte Ruhestätte befindet sich in Herxheim am Berg. Sein Grabmal, in dem die einzige von ihm geschaffene Skulptur (Das Einhorn) eingearbeitet wurde, ist von seinem Freund, dem Bildhauer Theo Rörig, geschaffen worden.

## Werk
Seine meist kleinteilige Malerei wurde durch die Werke von Hieronymus Bosch und Pieter Bruegel der Ältere inspiriert. Neomanieristische Bildphantasien und Traumwelten, teilweise mit feinstem Marderhaarpinsel gemalt, sind charakteristisch für Werner Holz. Er wird dem „Phantastischen Realismus“ zugeordnet. Er selbst sah sich in der Tradition einer allgemeineren, sich durch viele Jahrhunderte ziehenden „Malerei des Phantastischen“. In einigen seiner Bilder werden z. B. genaue Darstellungen von Pflanzen und Früchte, in der Tradition von Giuseppe Arcimboldo, zu assoziativen Bildelementen zusammengefügt. Seine Werke wurden in zahlreichen Galerien und vielen nationalen und internationalen Ausstellungen gezeigt und befinden sich in öffentlichen und privaten Sammlungen.
Er verbringt seine Kindheits- und Jugendjahre in Hettenleidelheim, in einem Teil der Pfalz, dessen Natur geprägt ist durch eine wilde, naturbelassene Tongrubenlandschaft mit Tümpeln und Erdabbrüchen (die „Erdekaut“) und durch tiefe Wälder. Diese Erdabbrüche spiegeln sich in vielen seiner Bilder wider, wo z. B. Narrengestalten sich auf den Abgrund zubewegen oder am Abgrund entlang tanzen. Neben den Menschen und Narren am Abgrund stehen immer wieder in Werken des Malers auch „närrische Menschen als Seiltänzer“ im Zentrum, ebenso wie die Figur des Ikarus immer wieder dargestellt wird. Mit all diesen Figuren wird die Gefahr des plötzlichen Absturzes aus Sorglosigkeit und Höhenflug des Menschen symbolisiert. Werner Holz war auch in seiner Heimat tief verwurzelt, er fühlte sich als „Pfälzer Maler“ und hat in zahlreichen Bildern die pfälzische Landschaft gemalt und in vielen weiteren Werken erscheinen Motive aus der Pfalz.
Einen breiten Raum im Werk des Malers nimmt auch das Thema Venedig ein. Bei mehreren längeren Aufenthalten in der Lagunenstadt entstand eine große Zahl von Bildern mit venezianischen Motiven, wobei, neben der Einzigartigkeit und Schönheit der Stadt, wieder der Aspekt des möglichen Untergangs für Werner Holz eine wichtige Rolle spielte. In Venedig befreundete er sich mit dem italienischen Maler Ludovico de Luigi, dessen bestimmte malerische Technik bezüglich der Geometrie seiner Venedigbilder, in Venedigbilder von Holz Eingang fand.
Der konservative Humanist und Moralist Werner Holz führte in seinen Werken die Torheit (personifiziert durch die Narren in seinen Bildern) als Gegenpol von Vernunft und Einsicht vor Augen. Sein malerisches Werk hat also einen starken Bezug zu dem berühmtesten und erfolgreichsten deutschsprachigen Buch vor der Reformation, nämlich der spätmittelalterlichen Moralsatire „Das Narrenschiff“ von Sebastian Brant. Es ist daher typisch, dass in einer Anzahl von Holz’schen Gemälden das literarisch entstandene Brant’sche Narrenschiff, nun malerisch, auch in verschiedenen Varianten, sichtbar gemacht wird. Der Maler bindet den Narren auf mehrfache Weise als Vermittler in seine Bildaussage ein. Als allzu sehr auf sich fixierter Mensch wird er, offenbar sorglos am Abgrund wandelnd, zum Selbstzerstörer. Der Narr verkörpert auch animalische Triebhaftigkeit, die zu geistigem und seelischem Verfall führen kann und schließlich malt Werner Holz auch den Narren als den seine Geschicke annehmenden, machtlosen Weltweisen, der nach Erlösung strebt. Werner Holz schrieb selbst einmal: „Vielleicht kann man meine Bilder und Zeichnungen als 'Gucklöcher' in die Welt des Unaussprechlichen ansehen, in eine Welt, in der die Leichtigkeit des Gedankens bildlich werden kann, ohne sich den Gesetzen des Alltäglichen unterwerfen zu müssen.“ Der Hochmut des Menschen, der nach der Sonne greifen will, wird vor allem in den 1980er Jahren im Werk des Malers durchgängig thematisiert, denn Werner Holz schafft in dieser Zeit mindestens vier größere Ölbilder mit dem Titel „Ikarus“. Er schreibt in sein Skizzenbuch dazu: „Der Mensch der verlernt hat so zu leben als sei er ein Teil der Welt, der Natur und nicht der unbegrenzte Herrscher über Welt und Natur. Er glaubt ins Unendliche greifen (fliegen) zu können und vergisst, dass seine Wurzeln tief in der Natur stecken.“
Das große Ölgemälde „Triumph des Narren“ (1977/78), auch ein Selbstbildnis des Malers, dargestellt als Narr in einem „Narrenschiff“ sitzend, war für ihn vermutlich sein wichtigstes Bild. Der Verkauf des Werkes, Ende der 1970er Jahre, erzwungen aus finanziellen Gründen, war für Werner Holz mit einer schweren Lebenskrise verbunden. Er versuchte sich von dieser Krise zu erholen durch die Schaffung einer zweiten, leicht veränderten Version des Gemäldes, an der er von 1978 bis ca. 1985 arbeitete und die er so in seinem Atelier behalten konnte.
Wandmalereien des Künstlers sind in Neustadt an der Weinstraße an der Wand eines historischen Gebäudes (Ecke Klemmhof – Badstubengasse), in Bad Dürkheim im Innenhof des „Hauses Catoir“ und in Herxheim am Berg an seinem ehemaligen Atelier am „Tor zum Pfaffenhof“ zu sehen.

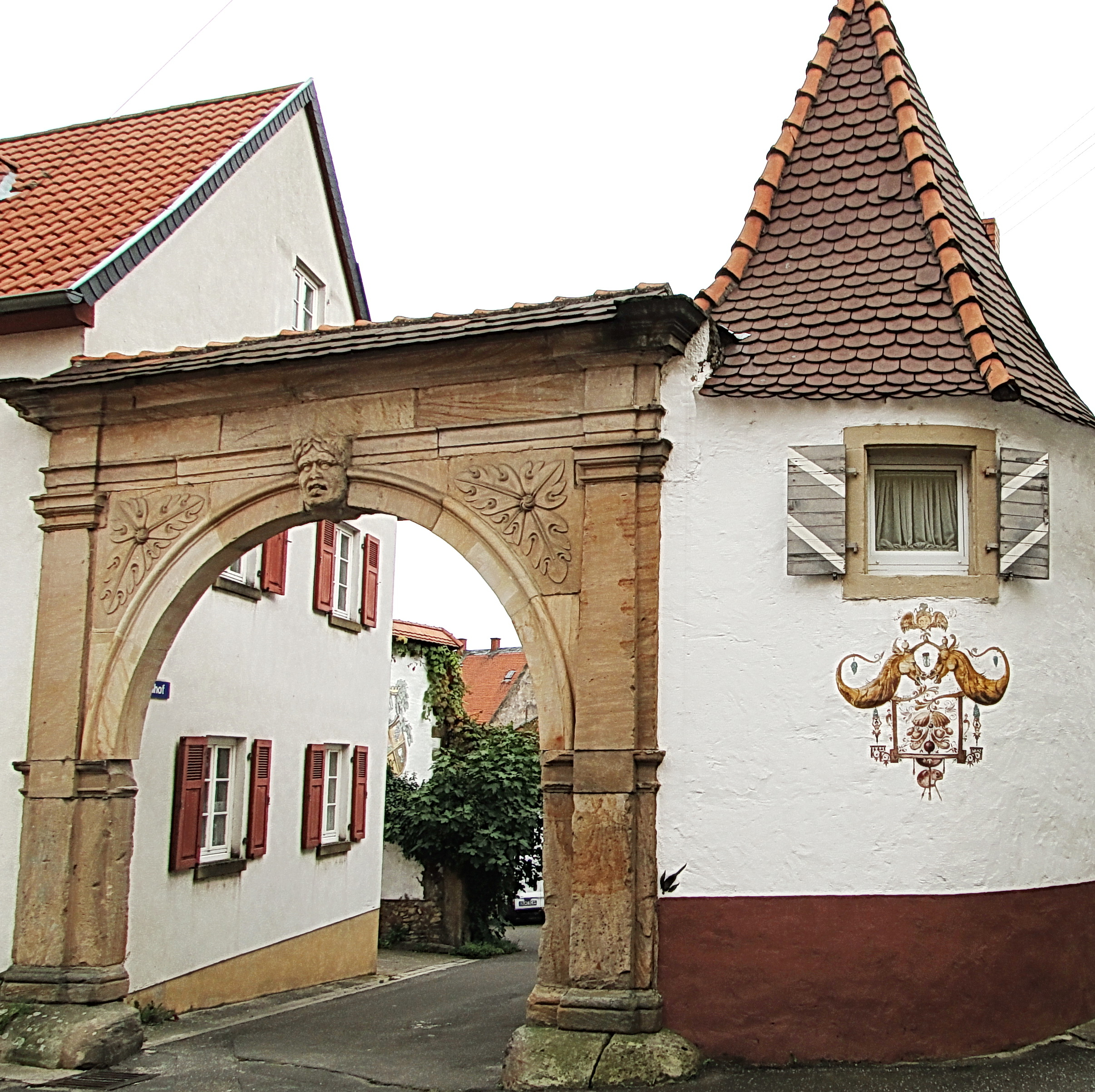
Ehemaliges Atelier von Werner Holz: Am Pfaffenhoftor in Herxheim am Berg

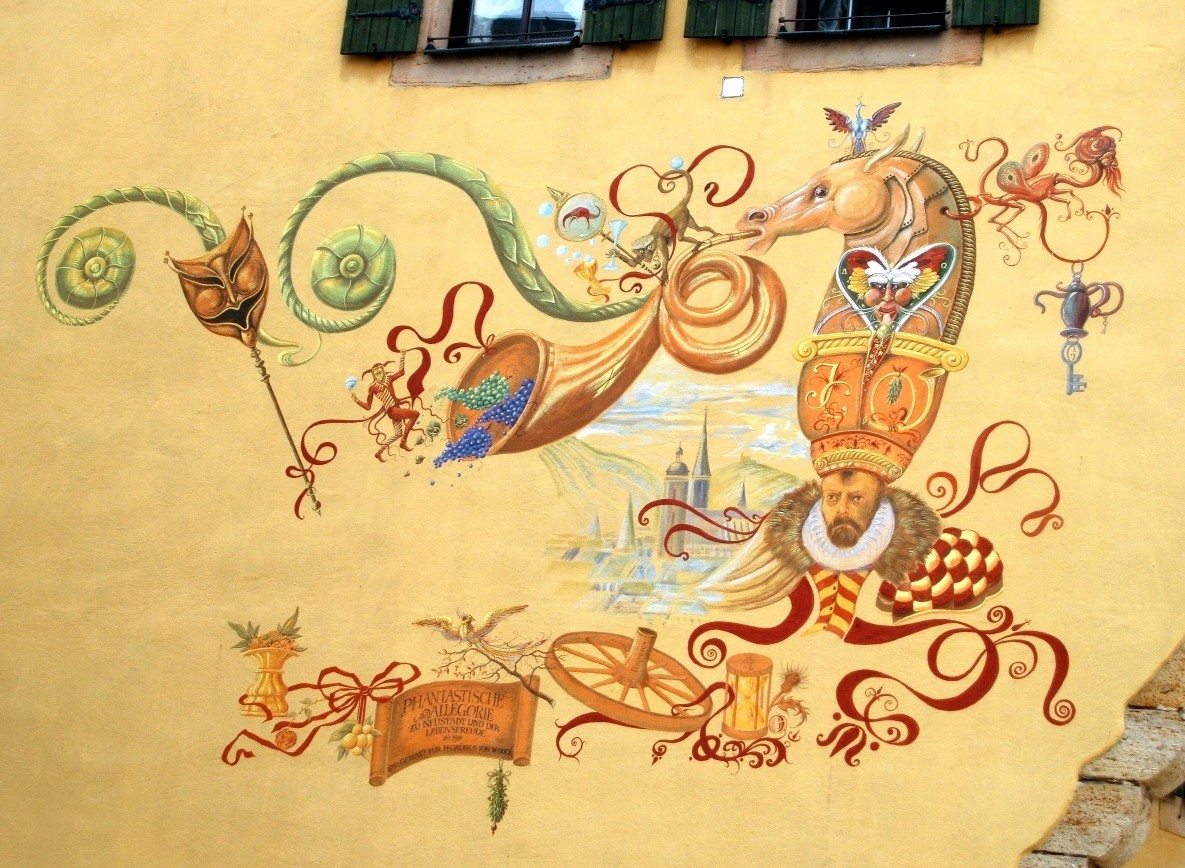
Wandgemälde v. Werner Holz: „Phantastische Allegorie zu Neustadt a.d. Weinstrasse“ in der Altstadt von Neustadt a.d. Weinstr.

### Werke (Auswahl aus den Hauptwerken)
- Brudermord des Kain (Buntstift), 1972
- Die Töchter des Loth (Federzeichnung), 1973
- Das Weltenbuch, 1974
- Vision, 1975
- Die Versuchung des Heiligen Antonius, 1975
- Triumph des Mammon, 1975/77
- Hamlet, Grafik-Kassette, 1976
- Verheißung des Propheten Jona, 1976
- Paradise Lost (engl. Originaltitel; übers.:„Das verlorene Paradies“), 1976
- Gen Narragonien, 1976
- Prophet der roten Pferde, 1976
- Eva, 1976
- Das Klagelied des Propheten Jeremias, 1976
- Die Weissagung des Propheten Nahum, 1976/77
- Die Auferstehung, 1976/77
- Das Glück, 1977
- Die Fahrt, 1977
- Die verwandelte Göttin, 1977
- Das Narrenschiff, 1977
- Triumph der Zeit, 1977
- Jedermann, 1977
- Das goldene Kalb, 1977
- Narrentreiben, 1977
- Das Schiff des Lebens, 1977/78 (zu sehen im Haus der Kreisverwaltung des Rhein-Pfalz-Kreises in Ludwigshafen / Rhein)
- Triumph des Narren, 1977/78
- Der Triumph des Narren, 1978–1985
- Das Glücksrad, 1978
- Das Narrenschiff im Labyrinth, 1978
- Die Maske des Herbstes, 1978
- Der Morgen und der Abend, 1978
- Das gestrandete Narrenschiff, 1978/79
- Die Speyerer Fastnacht im Kampf mit der Pest, 1978/79
- Die vier Jahreszeiten, 1978/79
- Das Schiff der Melancholie, 1979
- Venezianische Visionen, 1979
- Traum des Harlekin, 1979
- Der venezianische Reiter, 1979
- Melancholie, 1979
- Die Hoffnung, 1979
- Capriccio, 1979
- Die venezianische Komödie, 1979/80
- Venezianische Melancholie, 1980
- Erinnerung, 1980
- Die Bühne der Auferstehung, 1980
- Der Bote der Zeit, 1981
- Carmina Burana, 1981
- Adam und Eva, 1981
- Die Auferstehung, 1981
- Jungfrau und Einhorn, 1981
- Karneval auf dem Eis, 1981
- Traumvogel in Venedig, 1981
- Das Fest der Erinnerung auf dem Narrenberg, 1981/82
- Der Architekt der vier Elemente, 1982
- Triptychon zu Jeremia, 1982
- Klagelieder des Jeremia (Neun Grafiken), 1982
- Von den Träumen des Seiltänzers, Öl, 1983
- Auf der Suche nach dem Stein der Weisen, Öl, 1983
- Ikarus, 1983
- Der Tag und die Nacht, 1984
- Ausblick ins Paradies, 1984
- Das Rätsel der Fastnacht, 1984
- Der Engel von den Sternen, 1984
- Der Kartenspieler, 1984
- Ikarus, 1984/85
- Ikarus, 1985
- Das Spiel, 1985
- Die Arche, 1985
- Am Abend der Fastnacht, 1985
- Fastnacht der Sucher, 1985
- Architekt der vier Elemente II, 1985
- Johannes auf Patmos (Lithographie), 1985
- Metamorphosen, Mappe mit sechs Grafiken und Texten von Walter Hilsbecher, 1986
- Das Narrenschiff, 1986
- Insel der Illusionen, 1986
- Ikarus, 1987
- Atlantis, 1986/87
- Theatrum mundi, 1986/87
- Insel der Auferstehung, 1987
- Vogel der Seele, 1989/90
- Erscheinung oder Venezianischer Traum, 1989/90
- Magische Pfalzlandschaften, 1990
- Venezianischer Traum, 1990
- Venezianische Akrobaten, 1990/91
- Paradiesgarten, 1991